# وان مونرو
وان مونرو (انگلیسی: Vaughn Monroe؛ ۷ اکتبر ۱۹۱۱ – ۲۱ مهٔ ۱۹۷۳) یک موسیقی‌دان اهل ایالات متحده آمریکا بود. وی بین سال‌های ۱۹۴۰ تا ۱۹۶۳ میلادی فعالیت می‌کرد.